# Juan Velasco Alvarado
Juan Velasco Alvarado (Piura, 16 de junho de 1909 — Lima, 24 de dezembro de 1977) foi um militar, político e presidente do Peru de 3 de outubro de 1968 a 30 de agosto de 1975.

## Infância e juventude
Nasceu em Piura, em 16 de junho de 1909 no seio de uma família pobre. Filho de Juan Francisco Velasco Gallo e de Clara Luz Alvarado, cursou os estudos escolares primários no Centro Escolar N° 21 e os secundários no Colégio San Miguel, ambos em sua cidade natal.
Em 1929, decide transferir-se para Lima, porém a passagem de Piura até Lima era quase inalcançável para um jovem de recursos escassos como Velasco. Por isso, para custear a viagem, consegue um emprego a bordo de um barco chileno, o que lhe permite alcançar seu objetivo. Já na capital peruana, se incorpora ao exército como um simples recruta, após muitos estudos e sacrifícios consegue uma vaga na Escola Militar de Chorrillos, berço de heróis e reservada para a elite peruana, o que é valioso para Velasco. Ingressa como alferes, realizando uma brilhante carreira militar que lhe permitiu ascender ao generalato, sendo este último seu trampolim para a política.
Foi casado com Consuelo Gonzáles Posada.

## Carreira militar
Passou a estudar na Escola Superior de Guerra (1944), onde mais tarde foi professor de Infantaria, Tática e Estado Maior (1946). Com a graduação de tenente-coronel, dirigiu a Escola Militar (1952), para depois ocupar um cargo similar à frente da Escola de Infantaria, até chegar a chefe de Estado Maior da IV Divisão do Centro de Instrução Militar do Peru (1955-1958).
Promovido a general de brigada no Exército do Peru no governo de Manuel Prado Ugarteche em 1959, foi adido militar na Embaixada do Peru em Paris, França (1962) e, em 1965, já era general de divisão. Em janeiro de 1968, assumiu o Comando-Geral do Exército e a presidência do Comando Conjunto das Forças Armadas do Peru, cargo que fora criado no governo de Ugarteche.

## Presidência
Como Comandante Geral do Exército, liderou a Junta Militar que derrubou o presidente Fernando Belaúnde Terry em 3 de outubro de 1968, sob o pretexto de expropriar as companhias petroleiras estadunidenses que operavam no país.
Velasco constituiu um gabinete composto por ministros militares, e imediatamente nacionalizou o setor petroleiro. Depois de expropriar as companhias petroleiras estadunidenses que operavam no país, declarou o "Dia da Dignidade Nacional". Impôs restrições à liberdade de imprensa, lançou uma reforma agrária com o objetivo de eliminar as grandes propriedades sem nenhum outro programa de longo alcance, o que resultou em um fracasso total,[carece de fontes?] tornando o país importador de alimentos típicos como a batata.[carece de fontes?] Logo procurou nacionalizar os setores chave da economia levando ao colapso da produção industrial do país.[carece de fontes?] Com o objetivo de mobilizar organizadamente a população, criou o Sistema Nacional de Mobilização Nacional (SINAMOS), o qual atuou como aparato de propaganda política e manipulação social.
Iniciou uma política errante sob o lema "nem com o capitalismo nem com o socialismo", embora em suas ações tenha se aliado com o bloco soviético, a ponto de se tornar um dos maiores compradores de armamento soviético do mundo, com a intenção de iniciar ações bélicas contra o Chile no centenário da Guerra do Pacífico.[carece de fontes?]
Após a estatização da atividade pesqueira, é criado o Ministério da Pesca, o que culmina com o desaparecimento da anchoveta e o colapso da atividade pesqueira nacional. Diante dos graves problemas alimentares gerados pelo fracasso da reforma agrária, é criado o Ministério da Alimentação, que se transforma no principal importador de alimentos para o país.
A despeito de suas reformas iniciais, após expropriar os jornais e canais de televisão peruanos em 1974, Velasco encontrou grande oposição por parte de diversos setores da população. Isto, somando-se à crise da pesca, assim como a inflação e a greve da polícia, deixou a popularidade de Velasco muito baixa.

## Golpe de estado e morte

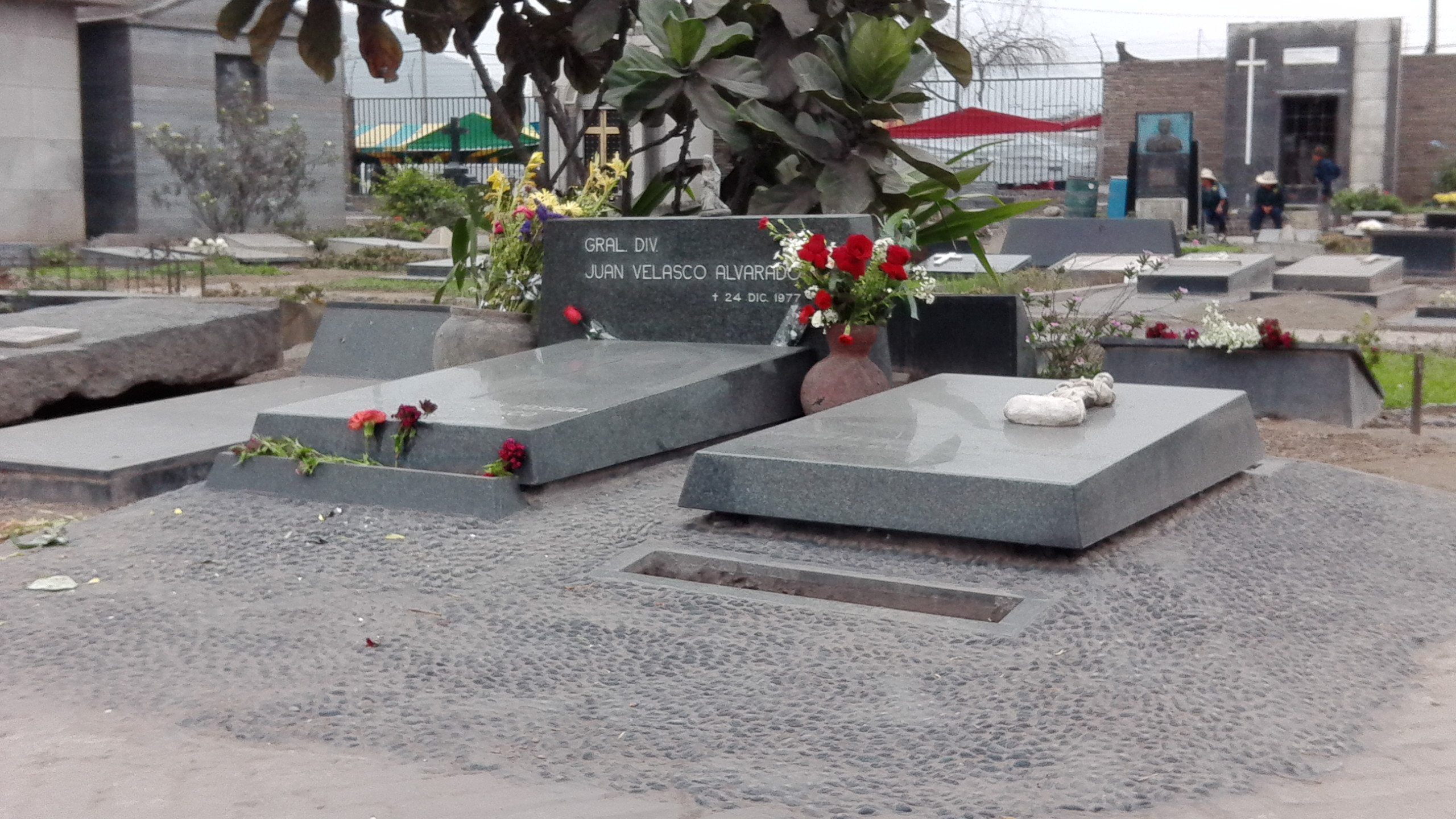
Tumba de Juan Velasco Alvarado, em Lima, no Cemitério El Ángel.

Em 29 de agosto de 1975, o general de divisão EP Francisco Morales Bermúdez, então presidente do Conselho de Ministros, liderou um golpe de estado desde a cidade de Tacna e derrubou Velasco em uma ação conhecida como "Tacnazo", alegando a má situação econômica e a deteriorada saúde de Velasco, de quem em 10 de março de 1973 foi amputada a perna direita, devido a uma gangrena decorrente de um aneurisma da aorta abdominal.
Em seus últimos anos, o General Velasco viveu uma espécie de reclusão voluntária. Não deixando herdeiros políticos, morreu no Hospital Militar de Lima, em 24 de dezembro de 1977. A seu enterro foram muitas pessoas e terminou convertido em uma forma de protesto contra o governo a serviço. Seus restos estão guardados no Cemitério El Ángel em Lima.